# 王雪纯
王雪纯 （1970年11月22日—），汉族，祖籍辽宁营口，出生于江苏无锡，中国电视节目主持人。1993年6月毕业于北京广播学院（现中国传媒大学）播音系，澳大利亚墨尔本大学传播学硕士学位，后分配至中国中央电视台国际部工作。主持的主要栏目有《正大综艺》、《环球》等。

## 简介
1993年，王雪纯从中国传媒大学毕业，被分配到中国中央电视台工作。 1994年起，王雪纯担任《正大综艺》的主持人。当前主持《音乐故事》。

## 家庭
- 父亲：王枫，原中央电视台台长（1982年11月—1988年5月在任），中华人民共和国广播电影电视部副部长。
- 母亲：林如，中央人民广播电台第一代播音员。

## 作品

### 电视节目
- 《正大综艺》
- 《环球》
- 《音乐故事》

### 书籍
- 《我的旅行日记》，中国旅游出版社，2005年，ISBN 9787503225550。

## 奖项
- 1997年，第十二届全国电视文艺“星光奖”优秀主持人单项奖；第三届全国广播电视节目主持人“金话筒”银奖；广电部“十大杰出青年之一”。
- 1999年，“金话筒”金奖；“全国十佳电视节目主持人”。